# تاکاشینا نو موتوآکی
تاکاشینا نو موتوآکی (به ژاپنی: 高階基章); پدر تاکاشینا نو آکیکو بود. دختر وی بر طبق جزئیاتی که مشخص نیست همسر اصلی تایرا نو کیوموری شد و در سال ۱۱۳۸ پسر ارشد کیوموری، تایرا نو شیگه‌موری و سال بعد پسر دوم تایرا نو موتوموری را بدنیا آورد.